# Hubert Aiwanger
Hubert Aiwanger (Ergoldsbach, 26 de enero de 1971) es un político alemán y líder del partido de los Votantes Libres (en alemán: Freie Wähler), Viceministro-Presidente de Baviera y Ministro de Asuntos Económicos, Desarrollo Regional y Energía de Baviera. Ha sido líder de la facción parlamentaria de los Votantes Libres de Baviera desde 2008.

## Biografía
Al graduarse del Burkhart-Gymnasium en Mallersdorf-Pfaffenberg y posteriormente terminar su servicio militar obligatorio, estudió ciencias agrícolas en el Universidad de Ciencias Aplicadas de Weihenstephan-Triesdorf con una beca de la Fundación Hanns Seidel, recibiendo un título en Ingeniería Agrícola. Aiwanger es católico romano.

### Carrera política
Aiwanger se unió a los Votantes Libres poco antes de las elecciones municipales de 2002. Se postuló como candidato para el ayuntamiento de Rottenburg an der Laaber, pero perdió por poco la elección. Poco después, ascendió a través de las filas del partido, uniéndose al consejo regional de Rottenburg. En 2004 se convirtió en miembro del consejo del distrito de Landshut y tuvo un breve mandato como presidente distrital.
En una sorprendente serie de eventos, fue elegido presidente estatal de los Votantes Libres de Baviera en una reunión del partido el 25 de marzo de 2006, celebrada en Garching bei München, ganando 340 votos contra 322, después de que el presidente anterior se negara a postularse. En octubre de 2014 fue reelegido con el 92 % de los votos.
En las elecciones ejecutivas de la Asociación Federal en Berlín el 27 de marzo de 2010, Aiwanger fue elegido presidente federal de los Votantes Libres. El 19 de octubre de 2013, fue confirmado con el 88% de los votos.
Su mayor éxito se produjo en las elecciones estatales de Baviera de 2008, en las que los Votantes Libres ganaron el 10,8 % de los votos e ingresaron por primera vez al Parlamento Regional Bávaro.
El 13 de octubre de 2012, fue nominado como el principal candidato de los Votantes Libres en Baviera para las elecciones estatales de 2013. Se postuló para la circunscripción de Landshut, ganando casi 58 000 votos y en septiembre de 2013 fue reelegido por segunda vez al parlamento estatal. En las elecciones estatales del 14 de octubre de 2018, recibió en la circunscripción de Landshut el 25,0 % de los votos directos; con un total de 102 691 votos, fue reelegido en la lista de la circunscripción de Baja Baviera.
Después de las elecciones estatales de 2018, él y los Votantes Libres se unieron a un gobierno de coalición con la Unión Social Cristiana de Baviera (CSU), bajo el liderazgo de Markus Söder. Aiwanger se convirtió en el Viceprimer Ministro de Baviera y Ministro de Asuntos Económicos, Desarrollo Regional y Energía de Baviera en el Segundo Gabinete Söder.